# Toldi Ödön
Toldi Ödön (Budapest, 1893. június 17. – Wales, Whitchurch/Cardiff, 1966. január 26.) magyar 4. helyezett olimpikon mellúszó. Polgári foglalkozása mérnök.

## Pályafutása
1904-1908  között a Ferencvárosi TC majd, 1908-1914 az Magyar Testgyakorlók Köre, később az angol egyesületének versenyzőjeként tevékenykedett.
Az első világháborúban az olasz harctéren súlyos agyrázkódást szenvedett, az innsbrucki hadikórházban ápolták. Zászlós korában egy bravúros tettéért az arany vitézségi éremmel tüntették ki. A háború végén tüzérhadnagy rendfokozattal leszerelt.

### Magyar úszó bajnokság
Három alkalommal (1909, 1910 és 1911) a 200 yardos távon országos bajnok. 100 méteren három országos csúcsot úszott. Az 1910-es 100 m-es (1:21,8 perc), az 1911-es 200 yardos (2:39,6 perc) eredménye egyben világcsúcs volt. A 200 yardos világcsúcsát tíz évig tartotta. Egyéni teljesítményei hozzájárultak a magyar úszósport nemzetközi tekintélyéhez.

### Olimpiai játékok
Az  1908. évi nyári olimpiai játékok 200 m-es mellúszó sportágában15 évesen, váratlanul a 4. helyen (3:15,2) végzett.

## Külső hivatkozások
- Toldi Ödön. oszk.hu. (Hozzáférés: 2015. szeptember 9.)
- Toldi Ödön. 3szek.ro. (Hozzáférés: 2015. szeptember 9.)
- Toldi Ödön. ftcbaratikor.hu. [2016. augusztus 2-i dátummal az eredetiből archiválva]. (Hozzáférés: 2015. szeptember 9.)